# Euplectrophelinus
Euplectrophelinus is een geslacht van vliesvleugeligen uit de familie Eulophidae. De wetenschappelijke naam van dit geslacht is voor het eerst geldig gepubliceerd in 1913 door Girault.

## Soorten
Het geslacht Euplectrophelinus omvat de volgende soorten:
- Euplectrophelinus calicuticus Narendran, 2011
- Euplectrophelinus meridionalis (Risbec, 1952)
- Euplectrophelinus saintpierrei Girault, 1913
- Euplectrophelinus sureshani Narendran, 2011